# 新宮一成
新宮 一成（しんぐう かずしげ、1950年4月17日 - ）は、日本の医学者・精神科医・ラカン研究者。京都大学名誉教授。医学博士（京都大学・1985年）。

## 人物
大阪市東淀川生まれ。薬品を扱う自営業の家庭で育つ。小さい頃は身体が弱かった。思春期は山や川を見るのを好み、考古学に関心をもち歴史探索をするのが趣味であった。ピアノにも関心を抱く。

## 略歴
- 1975年 京都大学医学部卒業
- 1981年 京都大学保健診療所助手
- 1983年 パリ第7大学留学（1984年まで）
- 1988年 京都大学教養部助教授（心理学教室）
- 1991年 京都大学大学院人間・環境学研究科助教授（人間・環境学専攻 人間存在基礎論講座）
- 2003年 京都大学大学院人間・環境学研究科教授（共生人間学専攻 人間社会論講座）
- 2016年定年退任、名誉教授、奈良大学社会学部教授。
- 2020年　奈良大学退職。

## 受賞歴
- 1998年 日本病跡学会賞
- 2000年 サントリー学芸賞『夢分析』

## 著書

### 単著
- 『夢と構造 フロイトからラカンへの隠された道』（弘文堂、1988年）
- 『無意識の病理学 クラインとラカン』（金剛出版、1989年）
- 『無意識の組曲 精神分析的夢幻論』（岩波書店、1997年）
- 『夢分析』（岩波書店<岩波新書>、2000年）
- 『ラカンの精神分析』（講談社<講談社現代新書>、1995年）
  - 『Being irrational : Lacan, the objet a, and the golden mean』 （ミシェル・ラディヒによる英訳 学樹書院、2004年）

### 共編著
- 『意味の彼方へ ラカンの治療学』（金剛出版、1996年）
- 『精神医学群像』（藤縄昭、大東祥孝との共編著、アカデミア出版会、1999年）
- 『精神障害とこれからの社会』（角谷慶子との共編、ミネルヴァ書房、2002年）
- 『病の自然経過と精神療法』（中山書店、2003年）
- 『精神の病理とわたしたちの人生』（角谷慶子との共編、ミネルヴァ書房、2003年）
- 『精神分析学を学ぶ人のために』（鈴木國文、小川豊昭との共編、世界思想社、2004年）
- 『フロイト=ラカン』（立木康介との共編、講談社<講談社選書メチエ>、2005年）
- 『メディアと無意識 「夢語りの場」の探求』（弘文堂、2007年）

### 訳書
- ハンナ・シーガル『夢・幻想・芸術 象徴作用の精神分析理論』（金剛出版、1994年）
- ドナルド・メルツァー『夢生活 精神分析理論と技法の再検討』（金剛出版、2004年）
- フィリップ・ヒル『ラカン』（筑摩書房、2007年）
- 『フロイト全集』（岩波書店 2006年）
- ジャック・ラカン『精神分析における話と言語活動の機能と領野 ローマ大学心理学研究所において行われたローマ会議での報告　1953年9月26日・27日』（弘文堂、2015年）